# Zapotèque de Zaachila
Le zapotèque de Zaachila (ou zapotèque de San Raymundo Jalpan) est une variété de la langue zapotèque parlée dans l'État de Oaxaca, au Mexique.

## Localisation géographique
Le zapotèque de Zaachila est parlé au sud d'Oaxaca de Juárez, dans les villes de San Raymundo Jalpan (en), Xoxo (en), Zaachila (en), San Bartolo Coyotepec, San Pablo Cuatro Venados (en) et Santa María Coyotepec (en), dans l'État de Oaxaca, au Mexique,.

## Intelligibilité avec les variétés du zapotèque
Les locuteurs du zapotèque de Zaachila ont une intelligibilité de 85 % du zapotèque de Santa Inés Yatzechi, de 75 % du zapotèque de Tilquiapan, de 72 % du zapotèque de San Juan Guelavía et de 10 % du zapotèque d'Ocotlán.

## Utilisation
En 1990, le zapotèque de Zaachila est parlé par 550 personnes, principalement des adultes âgés, certains parlent aussi notamment l'espagnol.